# ناحیه قوم‌قورغان
ناحیهٔ قوم‌قورغان (به ازبکی: Kumkurgan District) یک ناحیه در ازبکستان است که در ولایت سرخان‌دریا واقع شده‌است. ناحیه قوم‌قورغان ۲٬۲۰۰ کیلومتر مربع مساحت و ۱۵۸٬۳۰۰ نفر جمعیت دارد.